# La Unió (sa Botigueta)
La Unió (en castellano, la Unión) es una sociedad cultural y deportiva de Sóller (Mallorca, Islas Baleares, España). Desde sus inicios la Sociedad fue conocida popularmente como sa Botigueta (en castellano, la Tiendecita). Su presidente desde 2011 es Amador Castanyer Noguera.
La Sociedad nació como consecuencia de la fusión de dos entidades: La Torre, fundada en 1887, y el Círculo Recreativo, que se unificaron en 1893 para constituir el casino La Unión. Inicialmente con fines puramente recreativos, posteriormente la Sociedad fue añadiendo actividades de caràcter cultural y deportivo.
Actualmente sa Botigueta mantiene dos secciones deportivas en competición oficial:
- Billar, a través del Club Billar Sóller[3]
- Fútbol de Empresa, con un equipo de Fútbol 7[4]